# Episodi di Modern Family (quinta stagione)
La quinta stagione della serie televisiva Modern Family è stata trasmessa sul canale statunitense ABC dal 25 settembre 2013 al 21 maggio 2014, ottenendo un'audience media di 11.792.000 telespettatori per episodio.
In Italia la stagione è andata in onda sul canale satellitare Fox dal 13 febbraio al 31 luglio 2014. In chiaro è stata trasmessa su MTV8 dal 3 al 20 aprile 2015.

Immagine del cast dalla sigla della quinta stagione

| nº | Titolo originale        | Titolo italiano               | Prima TV USA      | Prima TV Italia  |
| -- | ----------------------- | ----------------------------- | ----------------- | ---------------- |
| 1  | Suddenly, Last Summer   | Proposta di matrimonio        | 25 settembre 2013 | 13 febbraio 2014 |
| 2  | First Days              | Primi giorni                  | 25 settembre 2013 | 20 febbraio 2014 |
| 3  | Larry's Wife            | La moglie di Larry            | 2 ottobre 2013    | 27 febbraio 2014 |
| 4  | Farm Strong             | Segreti tra fratelli          | 9 ottobre 2013    | 6 marzo 2014     |
| 5  | The Late Show           | Sempre in ritardo             | 16 ottobre 2013   | 13 marzo 2014    |
| 6  | The Help                | Il nuovo tato                 | 23 ottobre 2013   | 20 marzo 2014    |
| 7  | A Fair to Remember      | Anniversario di matrimonio    | 13 novembre 2013  | 27 marzo 2014    |
| 8  | ClosetCon '13           | Apollo 13                     | 20 novembre 2013  | 3 aprile 2014    |
| 9  | The Big Game            | L'ultima partita              | 4 dicembre 2013   | 10 aprile 2014   |
| 10 | The Old Man & the Tree  | L'albero di Natale            | 11 dicembre 2013  | 17 aprile 2014   |
| 11 | And One to Grow On      | Imbrogli                      | 8 gennaio 2014    | 24 aprile 2014   |
| 12 | Under Pressure          | Sotto pressione               | 15 gennaio 2014   | 1º maggio 2014   |
| 13 | Three Dinners           | Tutti a cena                  | 22 gennaio 2014   | 8 maggio 2014    |
| 14 | iSpy                    | Sospetti                      | 5 febbraio 2014   | 15 maggio 2014   |
| 15 | The Feud                | Litigi familiari              | 26 febbraio 2014  | 22 maggio 2014   |
| 16 | Spring-a-Ding-Fling     | Amori di primavera            | 5 marzo 2014      | 29 maggio 2014   |
| 17 | Other People's Children | L'abito da damigella          | 12 marzo 2014     | 5 giugno 2014    |
| 18 | Las Vegas               | Las Vegas                     | 26 marzo 2014     | 12 giugno 2014   |
| 19 | A Hard Jay's Night      | La statuina di sapone         | 2 aprile 2014     | 19 giugno 2014   |
| 20 | Australia               | Australia                     | 23 aprile 2014    | 17 luglio 2014   |
| 21 | Sleeper                 | Ritratto di famiglia          | 30 aprile 2014    | 24 luglio 2014   |
| 22 | Message Received        | Ricordi del passato           | 7 maggio 2014     | 24 luglio 2014   |
| 23 | The Wedding (Part 1)    | Il matrimonio (prima parte)   | 14 maggio 2014    | 31 luglio 2014   |
| 24 | The Wedding (Part 2)    | Il matrimonio (seconda parte) | 21 maggio 2014    | 31 luglio 2014   |

## Proposta di matrimonio
- Titolo originale: Suddenly, Last Summer
- Diretto da: James Bagdonas
- Scritto da: Jeffrey Richman

### Trama
Giugno 2013. Dopo la diffusione della notizia secondo la quale i matrimoni tra omosessuali sono diventati legittimi in California, Mitchell e Cameron decidono entrambi di fare una proposta di matrimonio al rispettivo compagno. Quando si rendono conto che entrambi hanno avuto la stessa idea, cercano di ostacolarsi a vicenda, ma alla fine scopriranno di non aver bisogno di chiederlo e si dicono romanticamente «si» l'un l'altro, mentre sono impegnati nella sostituzione di una ruota della macchina forata. Manny, si prepara per partire per la Colombia per visitare la famiglia di Gloria. Phil e Claire cercano invece di programmare le brevi vacanze dei figli in modo da avere più tempo libero per loro stessi.

## Primi giorni
- Titolo originale: First Days
- Diretto da: Steven Levitan
- Scritto da: Paul Corrigan e Brad Walsh

### Trama
Settembre 2013. Per i ragazzi è il primo giorno di scuola. Phil e Gloria accompagnano i rispettivi figli, per poi consolarsi a vicenda sul fatto che i bambini reclamano sempre più indipendenza sul set di uno spot televisivo girato nelle vicinanze. Per Claire è il primo giorno di lavoro presso l'ufficio del padre. Lei cerca di iniziare a modo suo, provando a socializzare e cercare di farsi apprezzare dai nuovi colleghi, ma presto si renderà conto che è meglio seguire i consigli di Jay. Cameron viene chiamato per una supplenza come insegnante di storia presso la scuola dei nipoti, ma poiché non all'altezza dovrà rifiutare l'incarico al termine del primo giorno. Rifiutandolo, tuttavia, accetta una nuova offerta per allenare la squadra di football della stessa scuola. Mitchell è invece alle prese con i capricci del suo capo, Charlie Bingham.
- Guest star: Justin Kirk (Charlie Bingham), Andrew Daly (preside Brown), J. P. Manoux (Todd), David Haydn-Jones (regista), Mitchell Edmonds (Albert), Nicholas Hormann (Roy).

## La moglie di Larry
- Titolo originale: Larry's Wife
- Diretto da: Jeffrey Walker
- Scritto da: Bill Wrubel

### Trama
Phil si ritrova a gestire diversi nuovi clienti pronti a comprare casa, e si tratta di donne appena divorziate alle quali inizia a prestare fin troppe attenzioni. Mentre Claire cerca di farglielo notare, Luke invita degli amici per una festa, organizzando una partita di poker nella quale finisce per trascinare anche le sorelle. Cameron inizia i preparativi per il prossimo matrimonio con il compagno, tuttavia sarà distratto dalla scomparsa del loro gatto Larry. Assumendo che sia morto, racconta a Lily che se ne è andato dopo essersi sposato con una gatta, ma terminata la storia Larry si ripresenta in casa. Quindi spiega alla figlia che è ritornato in seguito alla morte della moglie, organizzando anche una decisamente esagerata cerimonia funebre. Da ciò capirà che da solo non è in grado di organizzare un matrimonio, chiedendo l'aiuto di Mitchell. Jay ha occasione di vedere e apprezzare Manny comportarsi da duro, mentre Gloria pensa che Joe sia indemoniato, arrivando a chiamare un prete, il quale invano cerca di tranquillizzarla.
- Guest star: Reid Ewing (Dylan), Diane Farr (Diane), Amy Yasbeck (Lorraine), Tyler Ritter (Randall), Efrain Figueroa (padre Marquez).

## Segreti tra fratelli
- Titolo originale: Farm Strong
- Diretto da: Alisa Statman
- Scritto da: Elaine Ko

### Trama
Luke è membro di una squadra di calcio, quindi Phil e Claire sono soliti trascorrere con lui buona parte dei fine settimana. Tuttavia, un sabato Claire convince il marito ad evitare di assistere ad una delle sue, per loro noiose, partite. In seguito, colta dai sensi di colpa, Claire raggiunge il figlio al campo di calcio, dove potrà assistere ad un'inaspettata buona prestazione di Luke. Phil, rimasto a casa, nel tentativo di pulire le grondaie con uno dei suoi accessori tecnologici, distrugge un nido in cui si trovavano uova d'uccello. Intanto, Mitchell e Cameron ricevono la visita della sorella di quest'ultimo, Pam. Cam vorrebbe evitare di annunciarle le sue prossime nozze, pensando di indispettirla in quanto è ancora single, ma poi scoprirà che anche lei sta per sposarsi, con l'uomo per il quale lui aveva sviluppato la sua prima infatuazione. Tra fratello e sorella non mancheranno momenti di tensione, dopo che lei confessa a Cam di non aver annunciato subito le sue nozze per il suo stesso motivo, ovvero per il considerare il fratello molto suscettibile, cosa che alla fine Cam riconosce di essere.
Nel frattempo, Gloria è alle prese con gravi carenze visive, mentre il marito cerca quindi di convincerla ad essere meno vanitosa e a comprare un paio di occhiali. Jay, inoltre, ha l'occasione di battere per la prima volta la nipote Alex al noto gioco di parole Words with Friends.
- Guest star: Dana Powell (Pam).

## Sempre in ritardo
- Titolo originale: The Late Show
- Diretto da: Beth McCarthy-Miller
- Scritto da: Abraham Higginbotham

### Trama
Jay ha intenzione di portare a cena i membri adulti della famiglia presso un prestigioso ristorante dove aveva fatto una prenotazione mesi prima. Tutti arrivano però in ritardo, perdendo altro tempo anche sul posto, finendo così per perdere la prenotazione. Jay, il primo ad arrivare con la moglie, aveva dovuto aspettare Gloria, la quale poi confessa di voler arrivare agli appuntamenti volutamente in ritardo per poter fare un'«entrata» e farsi ammirare. Phil e la moglie erano ritornati a casa mentre erano in viaggio per il ristorante poiché Claire si era pentita di aver lasciato a casa da solo Luke, il quale era in effetti impaurito. I due avevano quindi perso altro tempo per portare Luke a casa di Jay, dove Haley, più che Manny, era andata per badare al piccolo Joe. Mitchell e Cameron, dopo aver affidato Lily a Alex, avevano invece temporeggiato nel tentativo di manipolarsi a vicenda dopo aver indossato lo stesso vestito. Pur avendo perso il posto presso il prestigioso ristorante, alla fine riescono a trascorrere comunque una buona serata, servendosi da un venditore ambulante di taco.

## Il nuovo tato
- Titolo originale: The Help
- Diretto da: Jim Hensz
- Scritto da: Danny Zuker

### Trama
Il padre di Phil, Frank, dopo aver interrotto una relazione con una donna, si trasferisce a casa del figlio colto dalla depressione. Mentre Claire suggerisce di rivolgersi ad un terapista, Phil, su proposta di Jay, lo accompagna con quest'ultimo in un locale ad incontrare altre donne. Le cose sembrano andare per il meglio e Frank trascorrerà la notte con una donna. Il mattino dopo, tuttavia, tale donna si rivela una prostituta. Nel frattempo, Gloria, dopo aver licenziato la bambinaia che l'aiutava ad accudire Joe, assume un ragazzo che faceva lo stesso lavoro per un'altra famiglia, Andy. Inizialmente Jay e Manny non sono entusiasti dell'idea, ma alla fine Jay accetta di dare una possibilità al ragazzo. Mitchell e Cameron chiamano l'amico Pepper, wedding planner, ad aiutarli nel preparare il matrimonio. Pepper non sembra avere idee adatte ai gusti di Cam e Mitchell, al contrario del suo giovane assistente, Ronaldo, cosa che lo indispettisce. Dopo qualche momento di tensione, i due si riappacificano quando Ronaldo confessa di essere innamorato di lui.
- Guest star: Nathan Lane (Pepper Saltzman), Fred Willard (Frank Dunphy), Adam DeVine (Andy), Peri Gilpin (Jeannie), Christian Barillas (Ronaldo).

## Anniversario di matrimonio
- Titolo originale: A Fair to Remember
- Diretto da: Beth McCarthy-Miller
- Scritto da: Emily Spivey

### Trama
Phil e Claire festeggiano il loro ventesimo anniversario di matrimonio. Come regalo per la moglie, Phil ha intenzione di cantare presso la fiera locale, ma rinuncia dopo essersi reso conto di venire preceduto da un suo concittadino, il quale mette in atto una prestazione di alto livello. Claire, intanto, spera di evitare di fargli l'ennesimo regalo poco apprezzato organizzandogli un'esibizione privata di acrobati cinesi. Alla stessa fiera, Manny partecipa ad un concorso per torte. La madre, pur inizialmente supportandolo, cerca di boicottarlo, ascoltando i pareri del marito, secondo cui sarebbe meglio che il figlio si dedicasse alle classiche attività a cui si dedicano i ragazzi della sua età. Alla fine però ritornerà a supportare Manny, che vincerà il concorso. Nella stessa giornata, viene anche invitato a far parte della squadra di football allenata da Cameron, la quale nei primi incontri stagionali aveva registrato prestazioni negative.
Nel frattempo, Haley fa la conoscenza di Andy, mentre Luke cerca di fare colpo su una ragazza, Sienna, a sua volta rincorsa da Alex, che la vorrebbe sua amica.
- Guest star: Adam DeVine (Andy), Jordan Peele (Derrick), Madison McLaughlin (Sienna), Dylan R. Snyder (Neal).

## Apollo 13
- Titolo originale: ClosetCon '13
- Diretto da: Fred Savage
- Scritto da: Ben Karlin

### Trama
Claire accompagna il padre ad una convention sul mercato degli armadi, evento noto come ClosetCon. Durante il soggiorno in albergo, ha occasione di scoprire come venti anni prima, poco dopo il suo fidanzamento con Phil, Jay abbia tentato di sbarazzarsi del suo attuale marito. Nel frattempo, Phil aveva in programma di cenare in un ristorante con Gloria e i bambini, ma deve rinunciare quando, curiosando nella casa di Jay, finisce con il danneggiare una preziosa replica della navicella dell'Apollo 13. Per ripararlo ed evitare di deludere il suocero, chiede aiuto al padre Frank, il quale entra in collegamento video via internet con lui dalla Florida.
Intanto, Cameron e Mitchell fanno visita alla famiglia del primo in Missouri. Per Mitchell è l'occasione di provare ad avvicinarsi alle tradizioni contadine del compagno, mentre Cameron trova il coraggio di rivelare il suo essere omosessuale e le sue prossime nozze con Mitchell ad un membro anziano della famiglia, che fino a quel momento era stata tenuta all'oscuro di tutto.
- Guest star: Fred Willard (Frank Dunphy), Celia Weston (Barb Tucker), Ann Morgan Guilbert (Grams), Randee Heller (Rita).

## L'ultima partita
- Titolo originale: The Big Game
- Diretto da: Beth McCarthy-Miller
- Scritto da: Megan Ganz

### Trama
Cameron si prepara per la prossima partita della sua squadra di football, con l'opportunità di battere un record: nessun precedente allenatore della scuola aveva ottenuto più di due vittorie durante la propria prima stagione. Tuttavia, il giorno della partita, i ragazzi scoprono che l'allenatore degli avversari è appena deceduto. Manny e altri suoi compagni vorrebbero lasciarli vincere, ma Cam, che non vuole mancare l'occasione di vincere la sua terza partita, convince la squadra a giocare come se fosse una partita qualunque. Proprio Manny segnerà, involontariamente, il punto decisivo per la vittoria. Nel frattempo, Phil non riesce a vendere una casa, temendo di concludere il mese in corso senza concludere nessun contratto, a suo dire evento mai verificatosi prima. Proprio quando stava per darsi per vinto, alla partita di football trova inaspettatamente un compratore interessato. Mitchell trova a fatica il modo per comunicare la decisione di licenziarsi al suo capo Charlie, mentre Claire cerca invano di dimostrare di non aver bisogno degli aiuti del padre in azienda.
Haley ha l'occasione di re-incontrare Dylan, per poi aiutare la sorella a sentirsi meno isolata dai suoi compagni di scuola. Luke commenta la partita di Cam e Manny, sfruttando l'occasione per vendicarsi di uno dei giocatori che era solito prenderlo in giro.
- Guest star: Justin Kirk (Charlie Bingham), Reid Ewing (Dylan), Philip Anthony-Rodriguez (Tim).

## L'albero di Natale
- Titolo originale: The Old Man & the Tree
- Diretto da: Bryan Cranston
- Scritto da: Paul Corrigan e Brad Walsh

### Trama
È la vigilia di Natale e Phil prova a mantenere la promessa che si era fatto la vigilia di Natale precedente, ovvero completare entro un anno, con la cyclette ellittica tenuta in camera da letto, un percorso equivalente alla distanza che separa la sua abitazione dal Canada. Fondamentale per il completamento dell'impresa sarà il supporto morale del figlio. Nel frattempo, Claire ha modo di passare del tempo con la madre di Gloria, Pilar, con la quale trova un'inaspettata affinità, che farà presto ingelosire Gloria. Jay prova invece a resuscitare con Manny una tradizione che era solito vivere con suo padre da ragazzo: andare nel bosco e procurarsi manualmente un albero di Natale. Mitchell è invece alle prese con l'acquisto di regali, sia per Lily che per l'amico Pepper, mentre Cameron si ritrova con la figlia al centro di un imbarazzante equivoco presso un evento di beneficenza.
- Guest star: Elizabeth Peña (Pilar), Reid Ewing (Dylan), Rachel Andersen (Cindy), Charley Koontz (Babbo Natale), Matthew Risch (Jotham).

## Imbrogli
- Titolo originale: And One to Grow On
- Diretto da: Gail Mancuso
- Scritto da: Jeffrey Richman

### Trama
Phil inganna Luke per forzarlo a frequentare un corso di danza, come lui aveva fatto da giovane. Anche Claire mente ad uno dei figli, Alex, per evitare di darle lezioni di guida. La figlia infatti è tanto prudente da essere irritante. Alla fine sarà Haley, con una nuova elaborata menzogna ad evitare che Luke e Alex rimangano adirati con i genitori. In tal modo, a sua volta evita di ricevere una punizione troppo severa per aver accumulato multe non pagate, le quali intanto avevano fatto arrestare temporaneamente il padre. Nel frattempo, Mitchell e Cameron sono impegnati nello scegliere il luogo che ospiterà la loro cerimonia nuziale. Trovato il luogo per loro più adatto, non riescono a prenotarlo in tempo per la data da loro desiderata, a causa delle esitazioni di Mitchell. Dopo aver tentato di manipolare i clienti che lo avevano prenotato, due prossime sedicenni, scoprono che in realtà un'altra data può essere più ideale. Jay ha invece l'occasione di sentirsi chiamato per nome dal piccolo Joe.
- Guest star: Adam DeVine (Andy).

## Sotto pressione
- Titolo originale: Under Pressure
- Diretto da: James Bagdonas
- Scritto da: Elaine Ko

### Trama

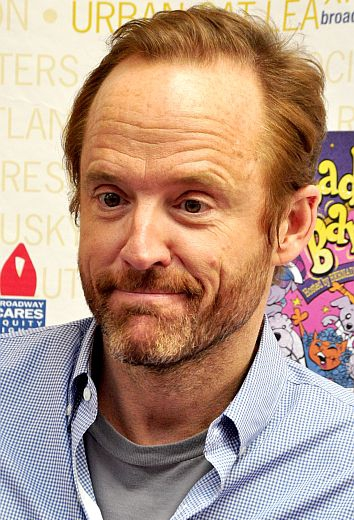
John Benjamin Hickey interpreta il dott. Clark

Alex, sentendosi sotto pressione per i vari impegni scolastici, ha una crisi di nervi durante la celebrazione del suo sedicesimo compleanno. Prima ancora che i suoi genitori convengano su come gestire la cosa, lei stessa annuncia di aver preso appuntamento da un terapista, Gregory Clark. Con l'aiuto dello specialista, analizza, oltre ai motivi per i quali si sente stressata, la causa principale per la quale ne soffre: il sentirsi incompresa, e di conseguenza isolata, dal resto della famiglia. Nel finale tuttavia, dopo aver presenziato ad un open house alla scuola dei figli, la madre riesce a comprendere le difficoltà derivate dall'affrontare con il massimo impegno tutte le attività scolastiche; Alex riuscirà quindi a sentirsi più vicina alla madre.
Nel frattempo, allo stesso open house scolastico, Jay convince Phil ad infrangere qualche regola, e sfruttare le apparecchiature dei laboratori per vedere una partita di football. Le cose sembrano andare per il meglio, finché non danneggiaranno un proiettore. Inoltre, Gloria ha modo di litigare con la madre di un compagno di Manny, Donna Duncan. Entrambe, infatti, cercano di arruffianarsi l'insegnante che dovrà decidere l'unico membro della classe di Manny che parteciperà ad un viaggio d'istruzione a Washington. Intanto, Mitchell ha modo di conoscere il suo vicino, nonché fanatico ambientalista, Asher.
- Guest star: Jesse Eisenberg (Asher), Jane Krakowski (Donna Duncan), John Benjamin Hickey (dottor Gregory Clark), Andrew Daly (preside Brown), Anjali Bhimani (Nina Patel), James Gleason (signor Ingram).

## Tutti a cena
- Titolo originale: Three Dinners
- Diretto da: Steven Levitan
- Scritto da: Abraham Higginbotham, Steven Levitan e Jeffrey Richman

### Trama
Phil e Claire, preoccupati del fatto che Haley sembri non interessarsi seriamente al suo futuro, portano la loro figlia maggiore a cena, sperando di poterne parlarne amichevolmente. Haley, che intuisce presto il pretesto della cena, riesce a sorprenderli, spiegando come abbia iniziato a guadagnare grazie ad un fashion blog, inducendoli poi a far sì che loro si preoccupino del proprio futuro. Intanto, Shorty, il migliore amico di Jay, comunica a quest'ultimo la decisione di trasferirsi con la moglie in Costa Rica. Jay, indispettito per dover perdere un amico di lunga data, non reagisce bene, criticandolo aspramente, prima di confessare il suo reale stato d'animo. Cam e Mitchell vanno fuori a cena e presto finiscono per coinvolgersi nelle vicende di una giovane coppia di fidanzati, alla quale ogni suggerimento dato si rivelerà inappropriato.
- Guest star: Chazz Palminteri (Shorty), Jennifer Tilly (Darlene), Eddie McClintock (Brandon), Leslie Grossman (Katie), Tony Cavalero (Brian).

## Sospetti
- Titolo originale: iSpy
- Diretto da: Gail Mancuso
- Scritto da: Abraham Higginbotham

### Trama
Claire, cercando come al solito di tenere sotto controllo le vite dei figli, convince prima Alex a scoprire in che tipo di evento sta per essere impegnata la sorella, e poi il marito ad utilizzare un suo piccolo drone per spiare Luke con i suoi amici. Le sue preoccupazioni si riveleranno infondate: Luke starà girando un cortometraggio con gli amici, mentre Haley parteciperà ad una mostra fotografica insieme ad altri studenti selezionati dal suo corso fotografico del college. Le sue foto ritraggono tutte componenti della sua famiglia, per questo aveva cercato di tenere l'evento nascosto, che per lei sarà un successo: una delle foto sarà infatti comprata da un cliente. Nel frattempo, Gloria, dopo aver frainteso i suoni notturni emessi dal marito, che l'avevano convinta che Jay potesse aver fatto sogni erotici su un'altra donna, cerca di spiarlo per scoprire eventuali segreti. Mitchell, invece, viene forzato da Cam a confessargli un segreto confidatogli dall'amico Brett. Segreto che Cam, una volta appreso, in breve tempo non resiste alla tentazioni di condividerlo con tutti gli amici.
- Guest star: Noah Weisberg (Brett).

## Litigi familiari
- Titolo originale: The Feud
- Diretto da: Ryan Case
- Scritto da: Christopher Lloyd (soggetto), Dan O'Shannon (sceneggiatura)

### Trama
Phil si vede sottratta una carica dell'associazione locale di agenzie immobiliari dal suo antagonista Gil Thorpe. Quando Luke deve sfidare in un incontro scolastico di lotta libera il figlio di Gil, il padre abbandona quindi i suoi soliti consigli, come quello di pensare a divertirsi, incitandolo a ricercare la vittoria. All'incontro assiste anche Jay, il quale si associa al genero quando si rende conto che lo sfidante di Luke è il nipote di un suo conoscente che gli causa particolare antipatia. Luke ne esce però sconfitto e la faida rischia di protrarsi in un ristorante al quale le due famiglie si recano dopo l'incontro. Un assalto di Luke, intento a vendicare il nonno e il padre, viene però scambiato per un tentativo di salvataggio al ragazzo che aveva sfidato, che rischiava di soffocarsi mangiando.
Mitchell e Cameron, per non perdere l'appuntamento con un prestigioso fotografo per le prossime nozze, evitano di dire a Claire che Lily a scuola ha preso i pidocchi. Di conseguenza anche Claire finirà con l'essere colpita dalla pediculosi, che si manifesterà durante l'incontro con un cliente. Gloria accompagna invece Manny ad una visita scolastica presso un museo. Qui, cerca di insegnare al figlio a non preoccuparsi troppo di cosa gli altri pensano di lui, ma anche lei farà di tutto per non ritrovarsi in imbarazzo quando viene colpita da una reazione allergica. Alex e Haley si ritrovano alle prese con l'invasione casalinga di un opossum.
- Guest star: Rob Riggle (Gil Thorpe), John Heard (Gunther Thorpe).

## Amori di primavera
- Titolo originale: Spring-a-Ding-Fling
- Diretto da: Gail Mancuso
- Scritto da: Ben Karlin

### Trama
Phil è impegnato a presentare un convegno di agenti immobiliari, al quale si porta dietro Haley, sperando che l'evento possa suscitarle interesse verso il suo mestiere. Agli occhi di Phil, la figlia sembra annoiata e poco coinvolta, ma in realtà avrà l'occasione di dimostrare al padre il contrario, ricevendo per suo conto un premio intrattenendo brillantemente il pubblico. Nel frattempo, Claire accompagna Luke e Alex ad un ballo scolastico organizzato da Cam. Quest'ultimo sarà impegnato per tutta la serata in una rivalità con un altro insegnante appena ritornato da un lungo periodo di ferie, sul quale troverà il modo di prevalere.
Intanto, Mitchell ottiene un nuovo lavoro presso uno studio legale gestito da una sua ex compagna di studi, Wendy. Una serie di incomprensioni gli faranno mal giudicare il nuovo ambiente di lavoro, facendolo finire in una situazione imbarazzante. Jay e Gloria invece mettono alla prova le proprie tecniche di persuasione con Lily, la quale non vuole ammettere di aver fatto cadere la borsa di Gloria, danneggiando il suo cellulare. Alla fine la spunterà la bambina, che riuscirà a far credere loro che sia stato il piccolo Joe.
- Guest star: Aisha Tyler (Wendy), Will Sasso (signor Kaplan), Alyson Reed (Angela), Marc Evan Jackson (Tad), Joe Wengert (Elliot).

## L'abito da damigella
- Titolo originale: Other People's Children
- Diretto da: Jim Hensz
- Scritto da: Megan Ganz

### Trama
Gloria e Claire portano Lily ad un negozio di abiti da sposa per comprarle un vestito per il prossimo matrimonio dei genitori. Nonostante i loro tentativi di sceglierle un abito elegante, la bambina preferirà un costume da Belle visto precedentemente in un altro negozio. Nell'occasione Claire ha l'opportunità di indossare per la prima volta un abito nuziale. Nel frattempo, Cam e Mitchell si recano ad una mostra d'arte con Manny e Alex. Se inizialmente tutti si sentono i membri più colti della famiglia, più tardi ognuno dei componenti maschili del gruppo temeranno di non essere all'altezza di Alex.
Phil aiuta invece Andy a comporre un video romantico per la sua ragazza, mentre Jay decide di iniziare a trasmettere la sua saggezza al nipote Luke, istruendolo sulla lavorazione del legno, oltre che dandogli suggerimenti sul come relazionarsi con le donne.
- Guest star: Adam DeVine (Andy).

## Las Vegas
- Titolo originale: Las Vegas
- Diretto da: Gail Mancuso
- Scritto da: Paul Corrigan, Brad Walsh e Bill Wrubel

### Trama

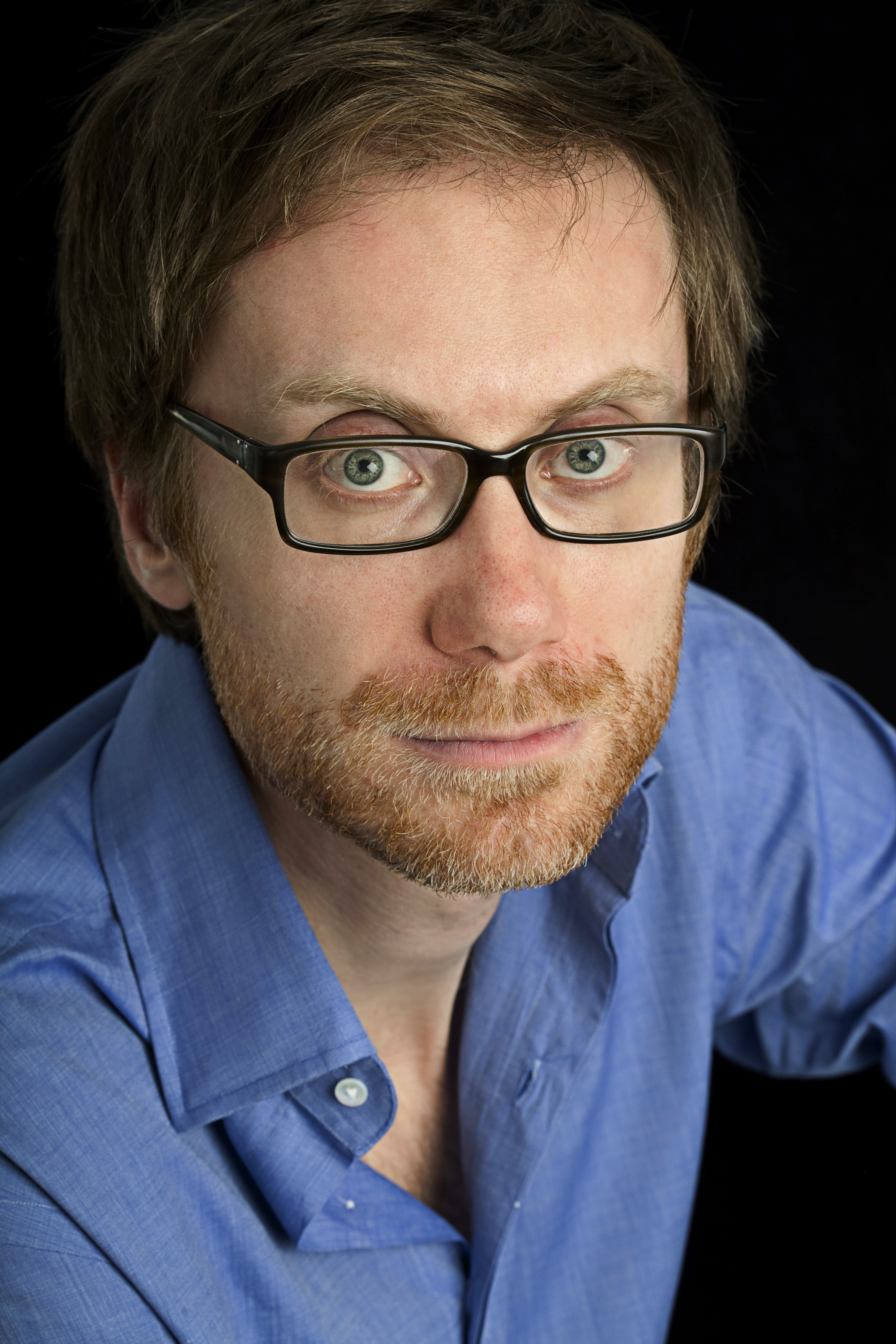
Stephen Merchant interpreta il maggiordomo Higgins

I membri adulti della famiglia sono impegnati in un viaggio a Las Vegas offerto da Jay, che ottiene un trattamento di favore presso un albergo di lusso per il quale la sua ditta ha fatto da fornitore. Sul posto però Jay scopre di non alloggiare all'ultimo piano, ovvero nelle stanze riservate ai clienti più esigenti, quindi cercherà di farsi trasferire lì. Nel frattempo, Gloria fa di tutto per far sì che non ricompri la statua di un cane vestito da maggiordomo, come fatto in passato, mentre Claire si dà al gioco d'azzardo. Mitchell e Cameron si imbattono nella festa di addio al celibato di una coppia di amici omosessuali. Phil coglie invece l'occasione per proporre un nuovo numero di magia ad un gruppo di prestigiatori. Tutti, i quali sono serviti dall'efficiente maggiordomo Higgins, avranno modo di vivere dei fraintendimenti con risvolti imbarazzanti.
- Guest star: Stephen Merchant (Leslie Higgins), Fred Armisen (Langham), Patton Oswalt (Ducky), Ed Alonzo (Kasier Mayhem).

## La statuina di sapone
- Titolo originale: A Hard Jay's Night
- Diretto da: Beth McCarthy-Miller
- Scritto da: Megan Ganz e Ben Karlin

### Trama
Il padre di Cameron invia come regalo pre-nozze due statuette di sapone che rappresentano i due futuri sposi, da mettere sopra la torta nuziale. Mitchell, per non litigare, finge di apprezzare, ma fa di tutto per disfarsene, invano. Alla fine dovrà ammettere di detestare l'opera, che lo rappresenta in modo molto più effeminato del compagno; così i due si accorderanno per concedersi un "veto" aggiuntivo nelle decisioni per i preparativi della cerimonia. Il tutto era stato orchestrato da Cameron, che aveva chiesto a suo padre specificatamente di realizzare quelle statuette, in modo da avere una scusa per liberarsi del cantante che avevano precedentemente scelto. Intanto, Phil aiuta Gloria a vendere il suo vecchio appartamento, ma quando si presentano potenziali acquirenti, lei tentenna e chiede di rinviare, non essendo ancora pronta a privarsi di uno dei pochi elementi che le sono rimasti dalla sua vita prima di incontrare Jay.
Jay, nel frattempo, si prepara ad accogliere tutta la famiglia a casa sua. Nell'occasione Claire serba rancore nei suoi confronti in quanto non si sente molto apprezzata in azienda, ma alla fine si rende conto che è un suo modo per sentirsi ancora il capo e non preoccuparsi del fatto di stare sempre più invecchiando. Luke ha inoltre modo di scoprire di essere meno apprezzato di Manny dalle ragazze.

## Australia
- Titolo originale: Australia
- Diretto da: Steven Levitan
- Scritto da: Elaine Ko e Danny Zuker

### Trama

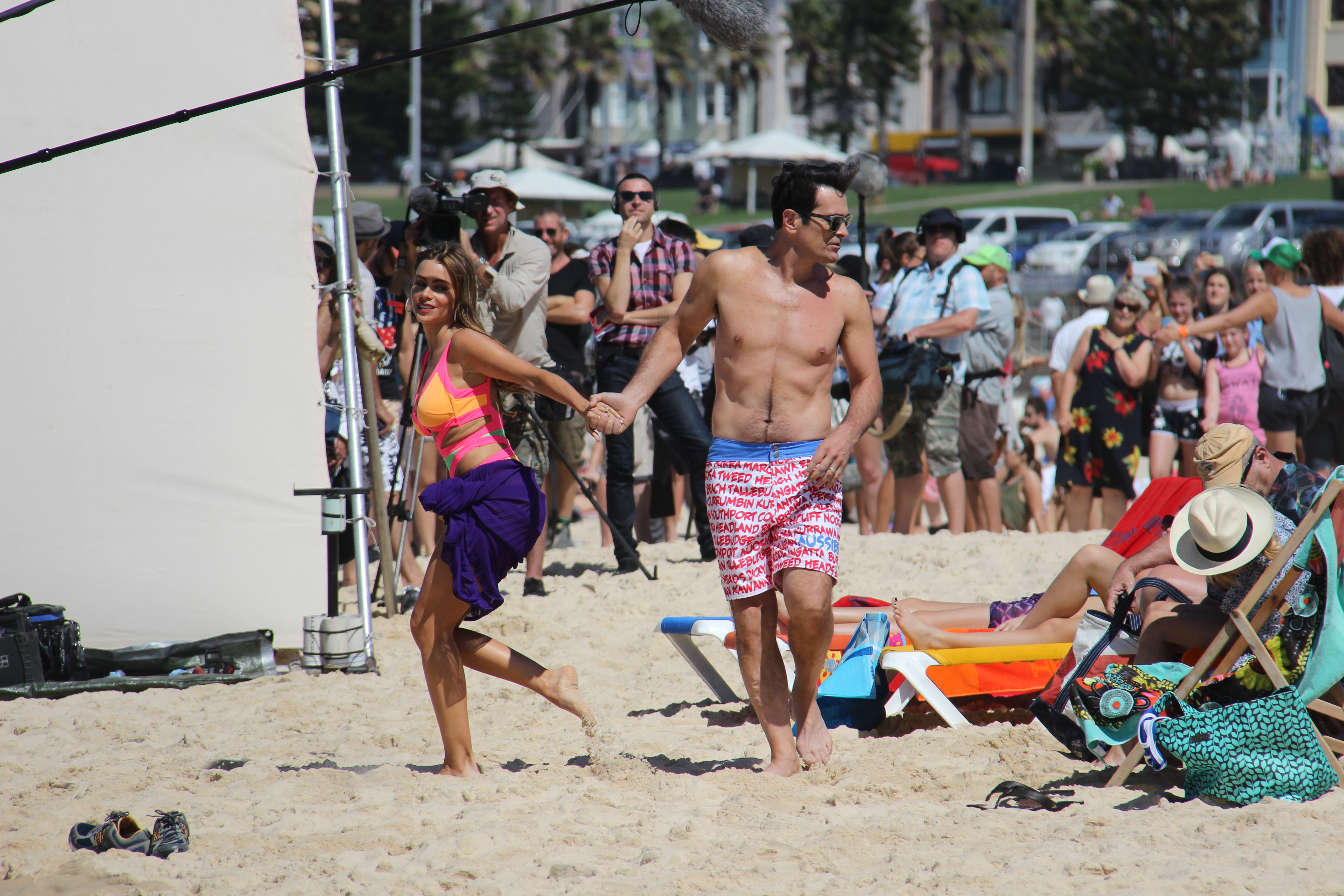
Una fase delle riprese su una spiaggia di Sydney

Phil organizza un viaggio in Australia con del denaro appositamente lasciatogli da sua madre, originaria di quel paese. Al suo viaggio partecipa l'intera famiglia, ma mentre lui cerca di trovare una connessione spirituale con il paese nel quale è stato concepito, la moglie Claire lo abbandona nella prima parte del viaggio per lavorare con il padre Jay. Phil dovrà affrontare varie disavventure, dall'essere morso da una medusa all'essere messo al tappeto da un canguro, ma alla fine riuscirà a sentirsi in parte australiano. Nell'occasione, Mitchell e Cameron, incontrano un loro fastidioso amico, Fergus, con il quale però decideranno di passare più tempo del previsto dopo aver scoperto che è una celebrità; Haley prova ad insegnare a Lily a non accontentarsi troppo presto nella scelta di qualcosa e Manny e Luke proveranno ad esplorare un tipo di attrazione alternativa. Il viaggio dei Dunphy include una scalata al Sydney Harbour Bridge, l'esplorazione del Bush e della Grande barriera corallina.
- Guest star: Rhys Darby (Fergus).

## Ritratto di famiglia
- Titolo originale: Sleeper
- Diretto da: Ryan Case
- Scritto da: Paul Corrigan, Brad Walsh e Bill Wrubel

### Trama
Phil cerca di comprare un disco in vinile che in passato aveva ascoltato durante la serata in cui aveva perso la verginità senza farlo sapere alla moglie. Tuttavia, l'acquisto fa sì che perda l'appuntamento con il tecnico che avrebbe dovuto recarsi a casa sua per aggiustare la lavatrice. Temendo quindi che Claire possa scoprire tutto, inizia a sentirsi sempre più stressato, trovando pace solo quando scopre che anche la moglie ha i suoi piccoli segreti. Intanto, Cam prova, invano, a dimostrare a Claire di non essere uno snob riguardo all'uso di Lily di vestiti usati dalle sue figlie, mentre Gloria organizza un nuovo ritratto fotografico di famiglia. Jay iscrive la sua cagnolina, Stella, ad un concorso per cani.
- Guest star: Rod McLachlan (Fred), Jonathan Runyon (Keith).

## Ricordi del passato
- Titolo originale: Message Received
- Diretto da: Jeffrey Walker
- Scritto da: Steven Levitan

### Trama
Haley trova una scatola dei ricordi dei genitori, ed esplorandola con il resto della famiglia, rinviene un vecchio registratore telefonico del padre, sul quale è ancora impresso il messaggio della madre che gli annunciava di essere incinta. Insieme ai fratelli decide quindi di usare tale messaggio per fare uno scherzo, facendo credere a Phil che la moglie sia nuovamente incinta. Quando Claire e Phil si accorgono di essere stati presi in giro, rigirano lo scherzo, facendo credere ai figli che il finto messaggio si sia trasformato in un'occasione per un grave litigio. Nel frattempo, Mitchell e Cameron cercano di trovare del denaro per coprire tutte le spese del loro prossimo sontuoso matrimonio. L'occasione diventa un pretesto per Jay per suggerire loro di organizzare una cerimonia più semplice, che si trasforma in una lite quando Jay confessa di non essere a proprio agio con il matrimonio del figlio.
- Guest star: Cameron Watson (estimatore), Mark Proksch (Coleman).

## Il matrimonio (prima parte)
- Titolo originale: The Wedding (Part 1)
- Diretto da: Steven Levitan
- Scritto da: Abraham Higginbotham, Ben Karlin e Jeffrey Richman

### Trama
È il giorno delle nozze di Mitchell e Cameron. I due hanno pianificato, grazie all'aiuto del loro amico Pepper, tutto nei dettagli, ma una serie di imprevisti rischia di rovinare la giornata. Infatti, Cameron, per un disguido, non riceve in tempo il suo vestito, dovendosi poi impegnare in una corsa contro il tempo per recuperarlo, mentre più tardi, proprio quando la cerimonia sta per iniziare, un incendio farà sì che i vigili del fuoco impongano di evacuare la zona. Nel frattempo, Jay aveva trascorso l'attesa con il padre di Cameron, mentre Gloria aveva tenuto compagnia alla madre. I due, senza volerlo, stimolano il reciproco desiderio di lasciarsi dei genitori di Cam. Claire, intanto, coglie l'occasione di passare del tempo con il figlio Luke, al quale si sente meno legato rispetto alle bambine, mentre Phil prova a divertirsi con Alex.
- Guest star: Nathan Lane (Pepper Saltzman), Elizabeth Banks (Sal), Barry Corbin (Merle Tucker), Celia Weston (Barb Tucker), Adam DeVine (Andy), Christian Barillas (Ronaldo), Dana Powell (Pameron Tucker), Kevin Daniels (Longinus), Colin Hanlon (Steven), Matt Riedy (Howard), Tony Pasqualini (Larry), Steve Hytner (commesso), Michael Benyaer (Jerry), Jeremiah Birkett (vigile del fuoco).

## Il matrimonio (seconda parte)
- Titolo originale: The Wedding (Part 2)
- Diretto da: Alisa Statman
- Scritto da: Megan Ganz, Christopher Lloyd e Dan O'Shannon

### Trama
A causa dell'incendio, il matrimonio viene spostato in un altro locale non distante, tuttavia gli imprevisti non abbandonano Mitchell e Cameron, a partire da Sal, la quale doveva officiare la cerimonia, che dev'essere trasportata urgentemente in ospedale poiché sta per partorire. Lei viene rimpiazzata da Phil, ma tutti dovranno abbandonare la nuova sede in quanto la coppia che l'aveva prenotata per sposarsi, e che aveva cambiato idea, era ritornata sui propri passi rivendicandola. Quindi Pepper sposta nuovamente la cerimonia a casa dei futuri sposi, i quali iniziano a pensare di stare fronteggiando un'avversa volontà divina. Anche qui non mancano gli imprevisti, ma alla fine Jay salva la situazione, facendo trasferire nuovamente tutti al campo di golf che usa frequentare. Jay, il quale aveva fatto anche in modo di calmare la lite tra Barb e Merle, in tal modo si riconcilia definitivamente con il figlio, accompagnandolo all'altare. Mitchell e Cameron, accerchiati da amici e parenti, sono ufficialmente sposi.
Nel frattempo Haley, anche se fatica ad ammetterlo, si sente sempre più attratta da Andy, il quale sta cercando a fatica di raggiungere la sua ragazza che l'ha lasciato per l'ennesima volta.
- Guest star: Nathan Lane (Pepper Saltzman), Elizabeth Banks (Sal), Barry Corbin (Merle Tucker), Celia Weston (Barb Tucker), Adam DeVine (Andy), Christian Barillas (Ronaldo), Dana Powell (Pameron Tucker), Kevin Daniels (Longinus), Colin Hanlon (Steven), Jeremiah Birkett (vigile del fuoco), Matt Riedy (Howard).